# حسین‌آباد میرزا مؤمن
حسین‌آباد میرزا مومن، روستایی است از توابع بخش عطاملک و در شهرستان جوین استان خراسان رضوی ایران.

## جمعیت
این روستا در دهستان زرین قرار داشته و بر اساس سرشماری سال ۱۳۸۵ جمعیت آن ۶۱۴ نفر (۱۶۰ خانوار)بوده است. زبان مردم این روستا ترکی خراسانی می باشد و در سالهای اخیر باغهای پسته باعث رونق اقتصادی باغداران این روستا شده است.